# Rainbow (film 1978)
Rainbow è un film televisivo del 1978 diretto da Jackie Cooper.
Tratto dal libro di Christopher Finch Rainbow: The Stormy Life of Judy Garland, il film ripercorre la giovinezza e i primi anni della carriera di Judy Garland.

## Trama
Dopo anni nel circuito del vaudeville, Judy Garland comincia la sua ascesa nel mondo del cinema grazie alla collaborazione con la Metro-Goldwyn-Mayer. Mentre Il mago di Oz la consacra sul grande schermo e le fa vincere un Oscar giovanile, Judy Garland deve anche fronteggiare la madre tirannica e l'inizio di quella che sarà una travagliata vita sentimentale.

## Distribuzione
Il film debuttò negli Stati Uniti in prima serata sulla NBC il 6 novembre 1978.

## Riconoscimenti
- 1979 – Primetime Emmy Award
  - Miglior fotografia per una mini-serie o speciale televisivo a Howard Schwartz